# Diócesis de Ursona
Sede titular de Ursona o Diócesis de Ursona (en latín: "Dioecesis Ursonensis"-en italiano: "Sede vescovile titolare"; es una diócesis titular de la Iglesia católica.

## Historia
Creada a mediados del siglo IV como diócesis metropolitana, estaba situada en el municipio español de Osuna y era perteneciente a la archidiócesis de Sevilla.
Poco se sabe de esta sede en la historia de la Iglesia católica en España, pero sin embargo un escrito del Concilio de Elvira en el año 306 y del Concilio de Arlés en el 314, que habla de un sacerdote llamado Noel que firmó el acta sinodal para actuar en el lugar de su entonces obispo, aunque no se conoce con exactitud el nombre de ninguno de las personas que ocuparon este cargo.
Probablemente con el paso del tiempo, la diócesis desapareció antes de la conquista bizantina y la instauración de la provincia de Spania en el año 554.
Ya en el año 1969, el papa Pablo VI la erigió como diócesis titular, nombrando en el mes de noviembre de ese año como primer obispo a monseñor Rafael Torija de la Fuente y después sucesivamente.

## Lista de obispo titulares
Esta es una lista de todos los obispos titulares que han ocupado el cargo de esta sede desde el año 1969 hasta hoy en día:
| Titulares de Ursona |                                 |                                                                    |                        |                          |
| N.º                 | Nombre                          | Ocupación                                                          | Inicio                 | Final                    |
| 1                   | Rafael Torija de la Fuente      | Obispo auxiliar de Santander (España)                              | 4 de noviembre de 1969 | 30 de septiembre de 1976 |
| 2                   | Paul Vincent Dudley             | Obispo auxiliar de Saint Paul y Minneapolis (Estados Unidos)       | 9 de noviembre de 1976 | 6 de noviembre de 1978   |
| 3                   | Jean-Marie Lafontaine           | Obispo auxiliar de Montreal (Canadá)                               | 18 de abril de 1979    | 3 de junio de 1981       |
| 4                   | Joaquim Gonçalves               | Obispo auxiliar de Braga (Portugal)                                | 3 de agosto de 1981    | 19 de mayo de 1987       |
| 5                   | Roberto Octavio González Nieves | Obispo auxiliar de Boston (Estados Unidos)                         | 19 de julio de 1988    | 16 de mayo de 1995       |
| 6                   | César Augusto Franco Martínez   | Obispo auxiliar de Madrid (España)                                 | 14 de mayo de 1996     | 12 de noviembre de 2014  |
| 7                   | Arturo Pablo Ros Murgadas       | Obispo auxiliar de Valencia (España)                               | 27 de junio de 2016    | 16 de diciembre de 2023  |
| 8                   | Ángel Fernández Artime          | Cardenal Diaconía de María Auxiliadora Vía Tuscolana Roma (Italia) | 5 de marzo de 2024     | 20 de abril de 2024      |
| 9                   | Rubén Darío Ruiz Mainardi       | Nuncio apostólico (Italia)                                         | 28 de octubre de 2024  |                          |